# بدر المحروقی
بدر المحروقی (عربی: بدر علي المحروقي؛ زادهٔ ۱۲ دسامبر ۱۹۷۹) بازیکن فوتبال اهل عمان بود.
از باشگاه‌هایی که در آن بازی کرده‌است می‌توان به باشگاه ورزشی فنجاء اشاره کرد.
وی همچنین در تیم ملی فوتبال عمان بازی کرده‌است.